# Phillumenie

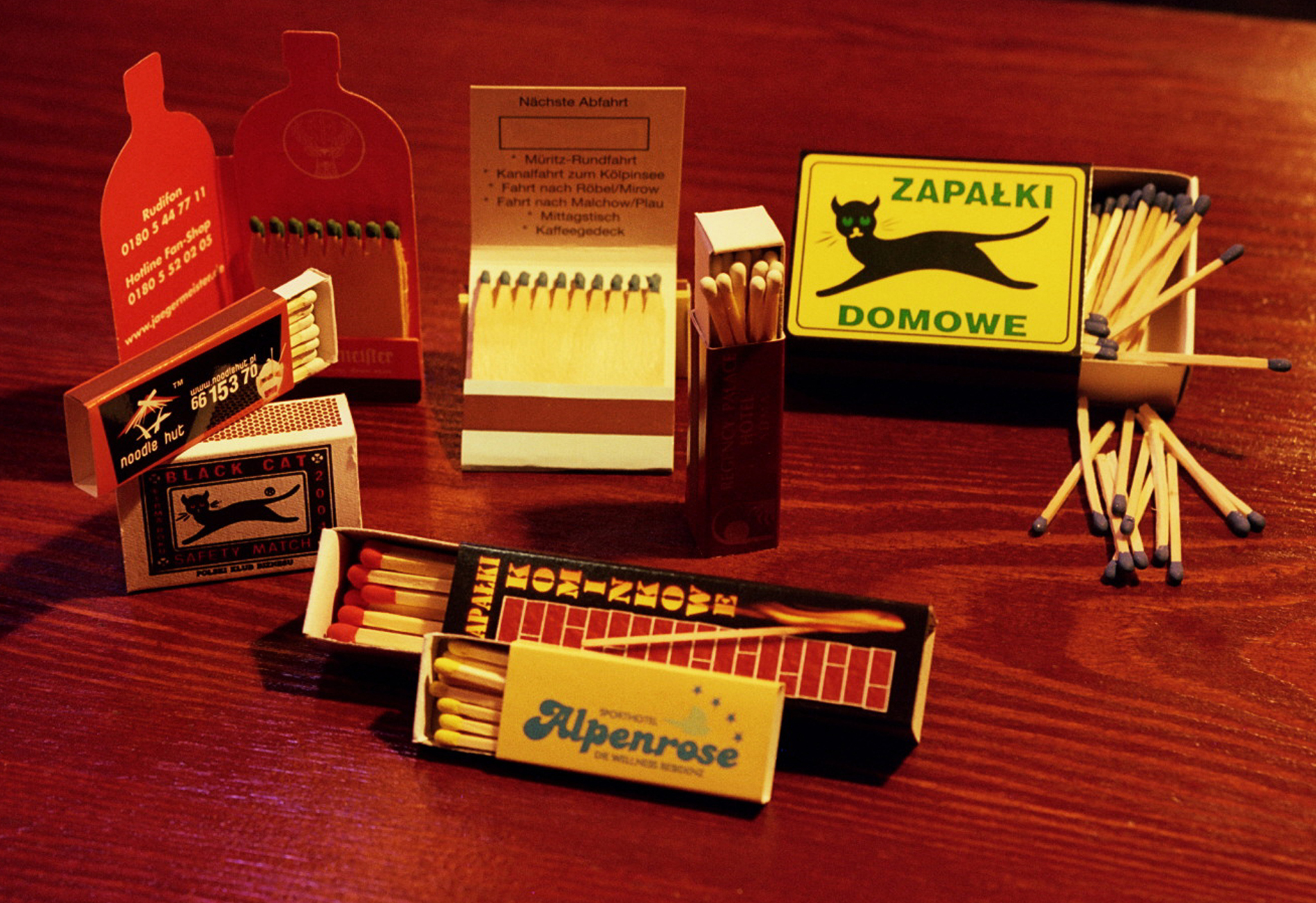
Streichholzschachteln im Museum von Częstochowa

Die Phillumenie, von griechisch „philos“ (Freund) und lateinisch „lumen“ (Licht), bezeichnet das Sammeln von Streichholzschachteln und insbesondere deren Etiketten. Sie beschäftigt sich mit dem systematischen Sammeln von Streichholzschachteln oder deren Etiketten sowie der historischen Erforschung der Herstellung, Vermarktung und des Einsatzes von Streichhölzern und Streichholzverpackungen.

## Sammlungen

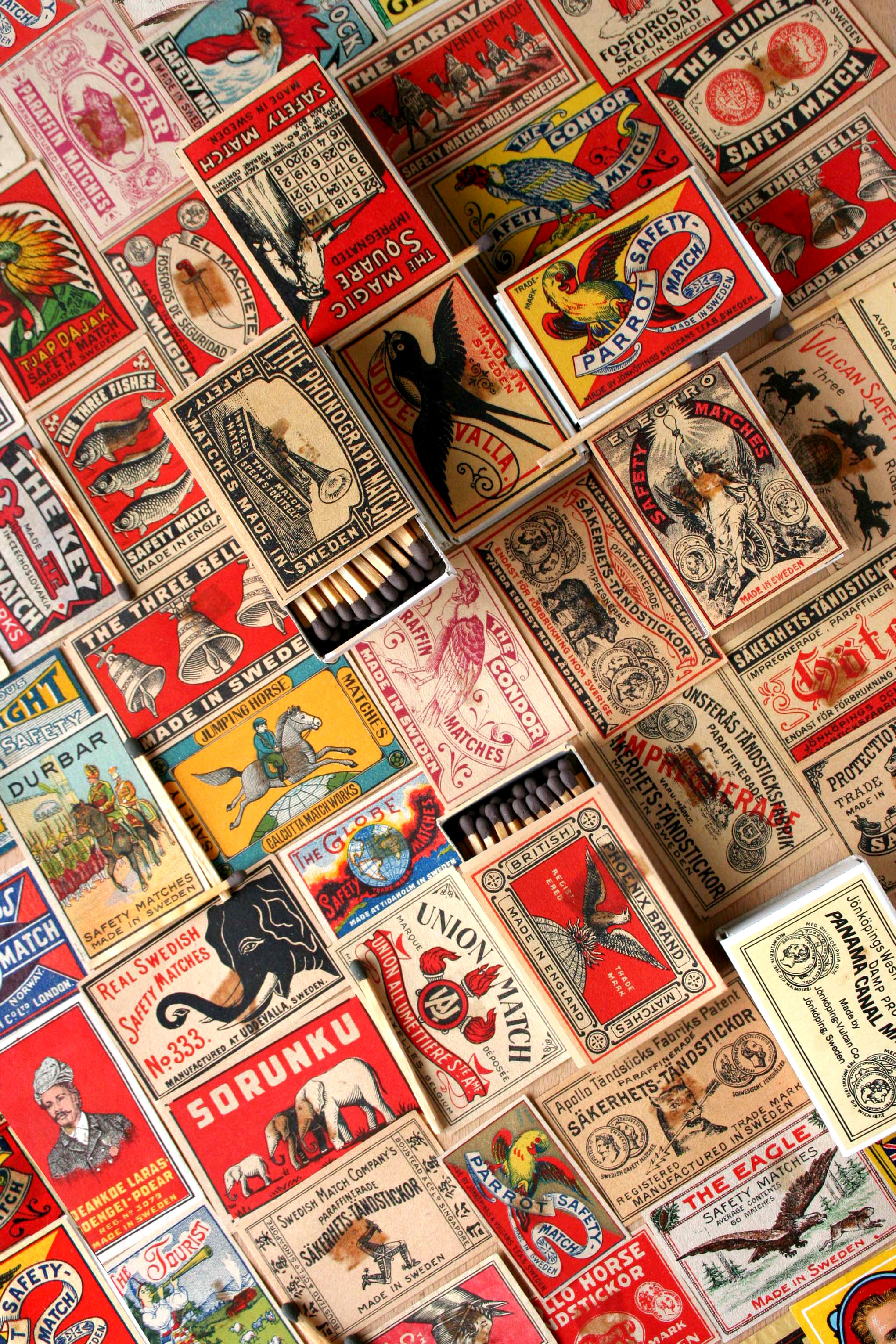
Mehr als 100 Jahre alte Streichholzschachtel-Sammlung
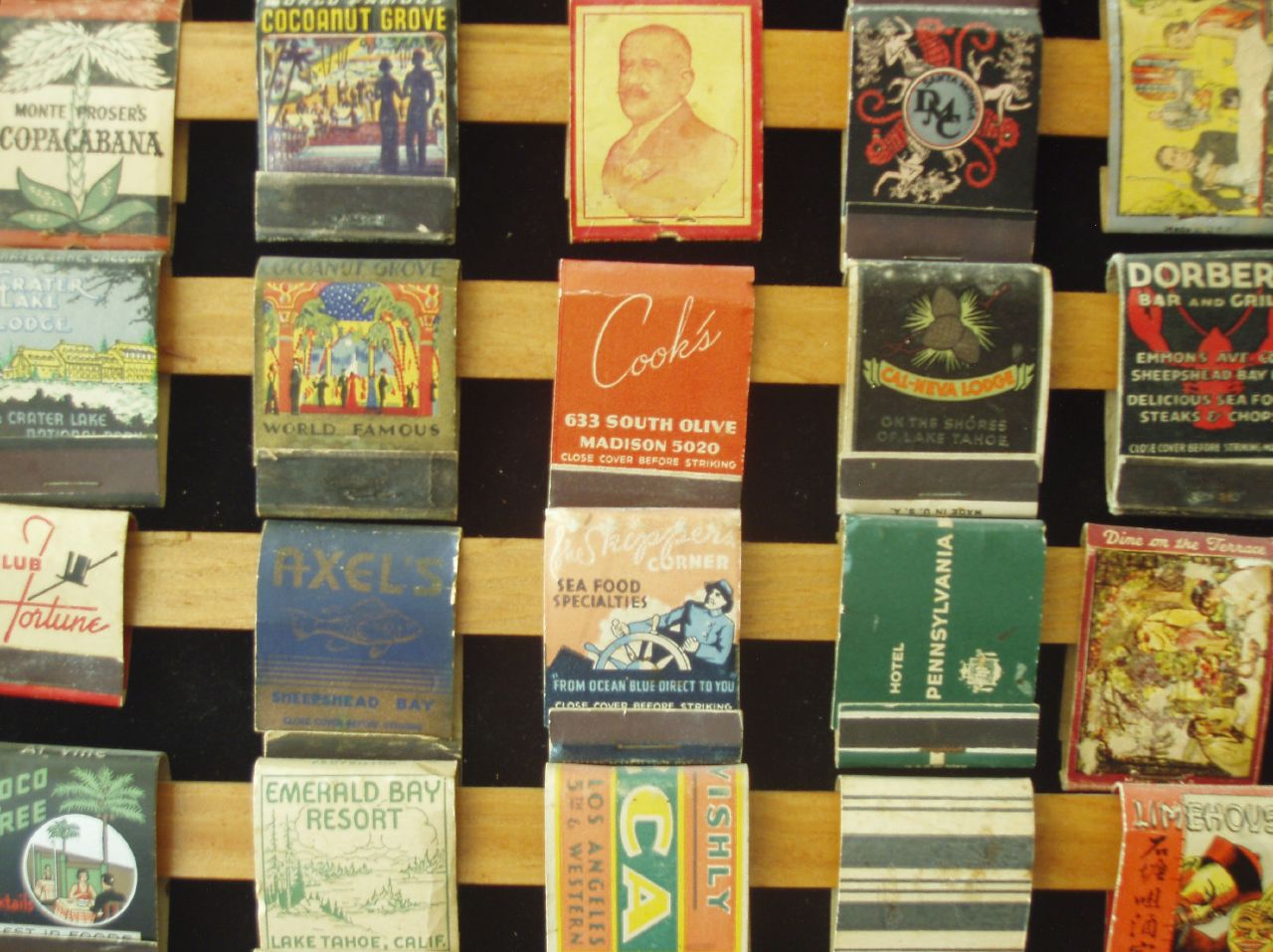
Streichholzbrief-Sammlung
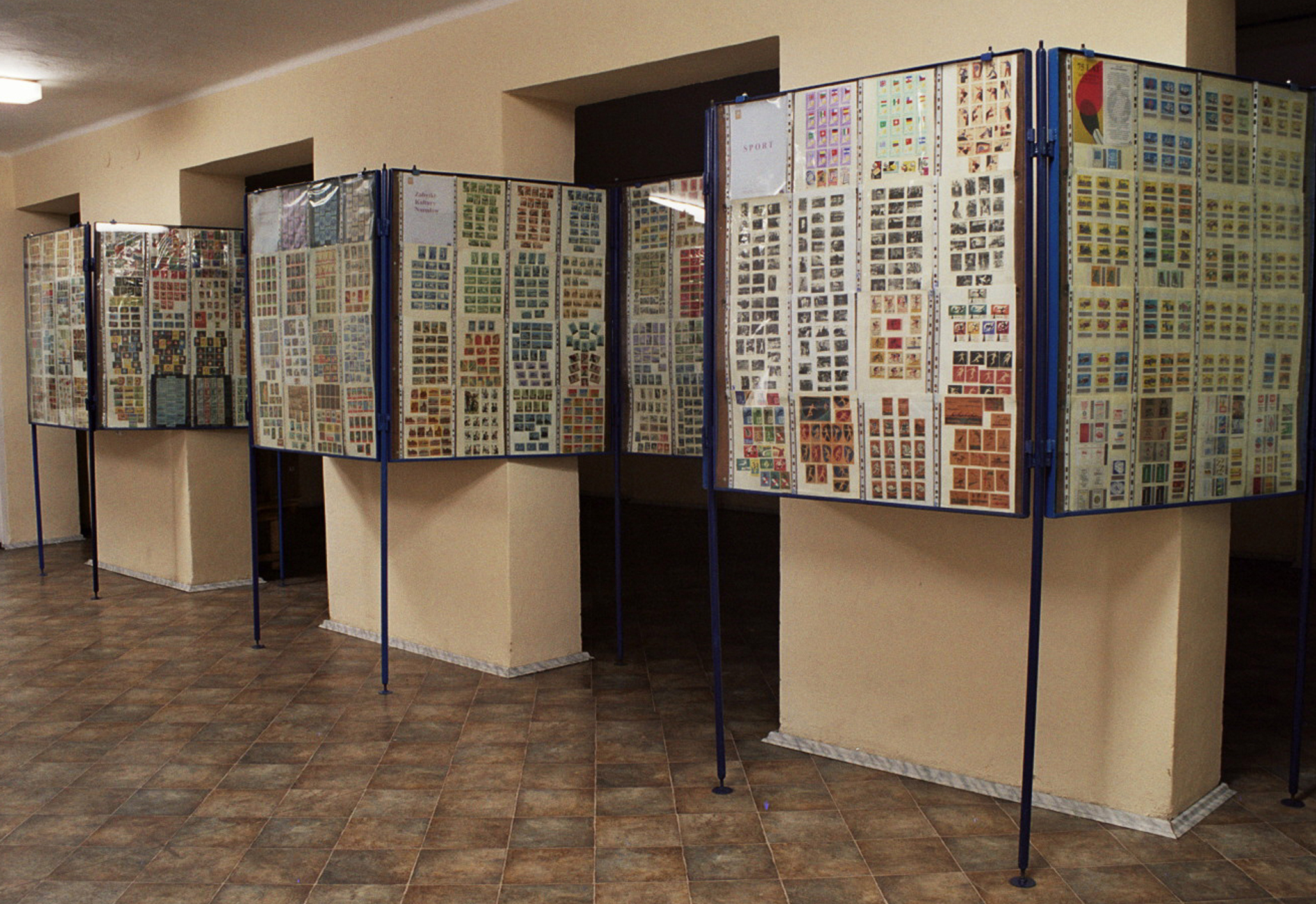
Streichholzschachtel-Museum in Częstochowa